# Dogmas y doctrinas marianas de la Iglesia católica

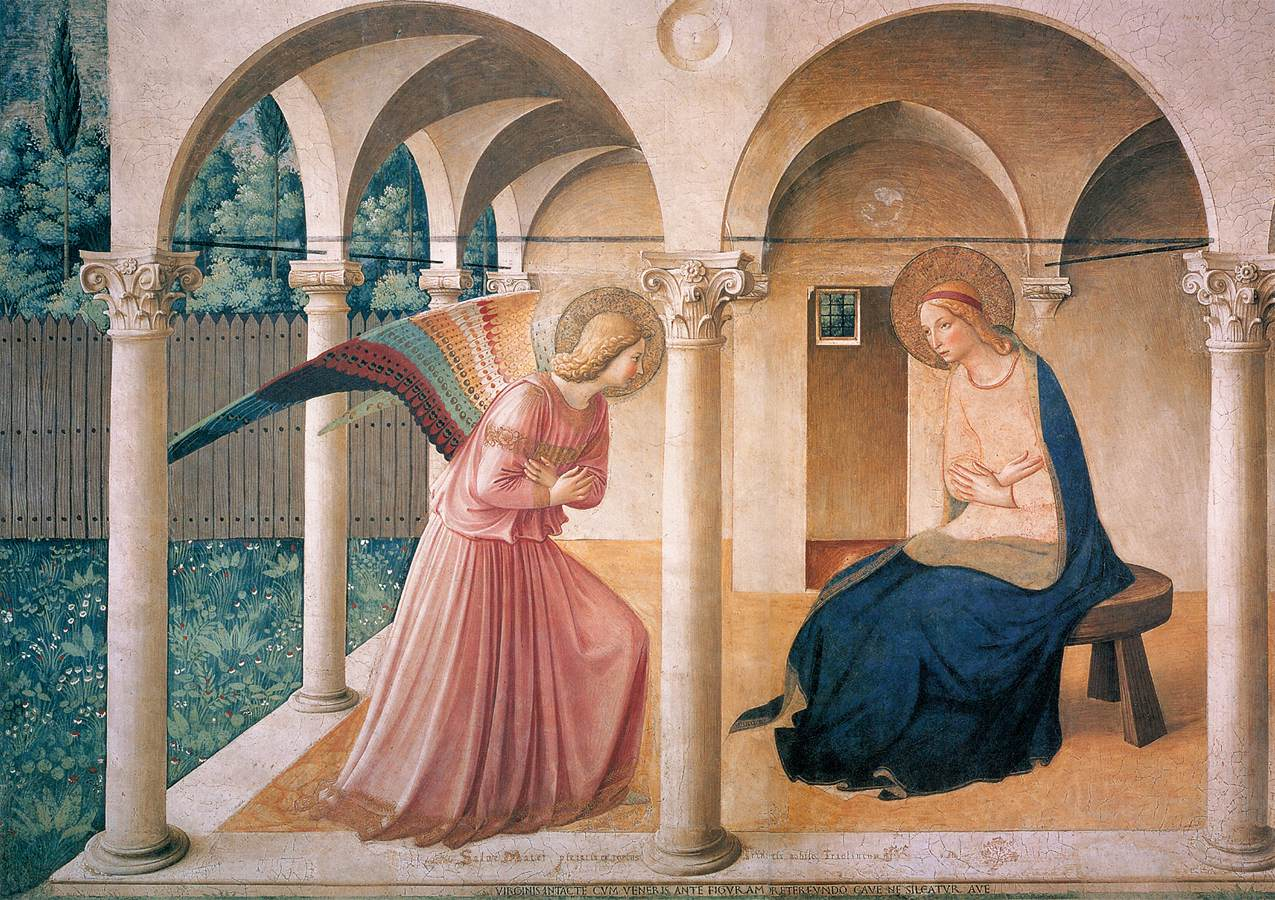
El arcángel San Gabriel anuncia a María la encarnación en su seno del Hijo de Dios. Pintura de Fray Angelico (Hacia 1442)

Los dogmas y doctrinas marianas de la Iglesia católica tienen su fundación en la visión central de que la Virgen María es la Madre de Dios. Debido a eso, la Iglesia católica siempre consideró a María como la figura más importante del cristianismo y de la salvación después de Jesús de Nazaret y de la Santísima Trinidad, y ha elaborado diversas enseñanzas y doctrinas en relación con su vida y papel. 
La Iglesia católica posee una disciplina teológica específica,  la Mariología, para el estudio de la persona, el papel y el significado de la Virgen María y su veneración. Esta disciplina se ha desarrollado a lo largo de siglos, y fue estudiada y codificada por los Concilios, como también por los principales teólogos de las órdenes religiosas y universidades marianas, Escuelas Pontificias, como el Marianum (que está específicamente dedicada a este campo de estudio). Sin embargo, las revelaciones marianas por individuos no siempre son aceptados por la Iglesia.

## Enseñanzas dogmáticas de la Iglesia católica

### Virginidad perpetua de María
La Virginidad perpetua de María es el segundo dogma mariano de la Iglesia católica y de la Iglesia oriental ortodoxa según el cual María fue virgen antes, durante y después del parto y no tuvo otros hijos, Afirma la "real y perpetua virginidad incluso en el acto de dar a luz el Hijo de Dios hecho hombre." El Segundo concilio de Constantinopla (año 553) le otorgó a María el título de "siempre virgen" (aeiparthenos) mientras que finalmente el Concilio de Letrán (649) definió solemnemente el estado virginal: "aún después del parto, en su virginidad indisoluble".
En el año 107, Ignacio de Antioquia ya defendía la virginidad de María. Esta doctrina ya era un dogma desde el cristianismo primitivo, habiendo sido declarada por notables escritores como San Justino Mártir y Orígenes. Santo Tomás de Aquino también enseñó esta doctrina (Summa theologiae III.28.2) afirmando que María dio el nacimiento milagroso sin abertura del útero, y sin perjuicio para el himen.  El papa Paulo IV reconfirmó el dogma en el Cum quorundam el 7 de agosto de 1555, en el Concilio de Trento.

### Maternidad divina de María

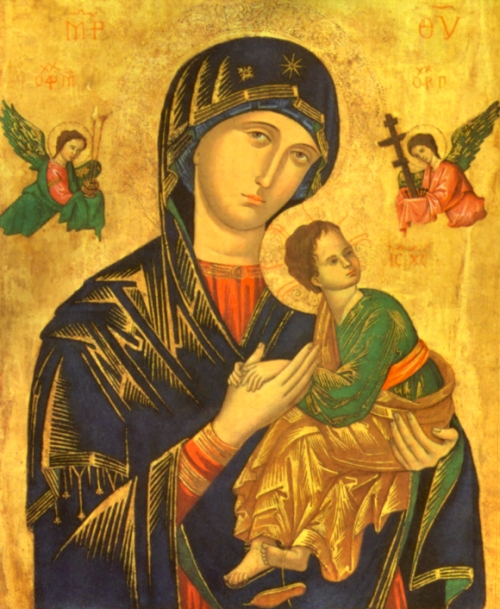
Nuestra Señora del Perpetuo Socorro y Niño Jesús, pintado alrededor del.

El Concilio de Éfeso proclamó a María la madre de Dios encarnado en Jesucristo. La definición como Mater Dei (en latín) o Theotokos (en griego), conocida también como el Dogma de la Maternidad Divina, fue el primer dogma mariano de la Iglesia y, a su vez, creído y enseñado antes de ser proclamado dogmáticamente en Éfeso, por diversos Padres de la Iglesia en los tres primeros siglos, como Ignacio (107), Orígenes (254), Atanasio (330) y Juan Crisóstomo (400). El Tercer Concilio Ecuménico, realizado en Éfeso decretó esta doctrina dogmáticamente en 431. La visión contraria, defendida por el patriarca de Constantinopla Nestorio era que María debía ser llamada de Christotokos, que significa "Madre de Cristo", para restringir su papel como madre solo de la naturaleza humana de Cristo y no de la naturaleza divina. 
Los adversarios de Nestorio, liderados por Cirilo de Alejandría, consideraban esto inaceptable, pues en su opinión Nestorio estaba destruyendo la unión perfecta e inseparable de la naturaleza divina y humana en Jesucristo, una vez que en Cristo "El Verbo se hizo carne", o sea el Verbo (que es Dios) es la carne; y la carne es el Verbo, María fue la madre de la carne de Cristo y consecuentemente del Verbo. Cirilo escribió que "Me sorprende que hay algunos que dudan que la Virgen santa debe ser llamada o no Theotokos. Pues, si nuestro Señor Jesucristo es Dios, y la Virgen santa lo dio a luz, ¿ella no se volvió la [Theotokos]?"
La doctrina de Nestorio fue considerada una falsificación de la Encarnación de Cristo, y por consecuencia, de la salvación de la humanidad. El Concilio aceptó la argumentación de Cirilo, afirmó como dogma el título de Theotókos de María, y anatemizó a Nestorio, considerando su doctrina (Nestorianismo) como una herejía.

### Inmaculada Concepción de María
La fiesta de la Inmaculada Concepción de María es celebrada el 8 de diciembre, y fue definida inicialmente en 1476 por el Papa Sixto IV. La Inmaculada Concepción fue solemnemente definida como un dogma por el Papa Pío IX en su constitución Ineffabilis Deus, el 8 de diciembre de 1854 como una verdad infalible revelada por la orientación del Espíritu Santo. El dogma se define que para ser la madre del Hijo de Dios, María es preservada de toda mancha de pecado, desde el primer instante de su vida, es decir desde su concepción por sus padres los santos Joaquín y Ana, siendo la Llena de Gracia y la toda santa.
Muchos escritos de los Padres de la Iglesia ya defendían también la Inmaculada Concepción de María pues, una vez que Jesús se volvió encarnado por medio de la Virgen María, era adecuado que ella estuviese completamente libre del pecado para expresar su Hijo. (Ott, Fund., BK 3, pt. 3, Ch. 2, § 3.1.e).

### Asunción de María a los cielos

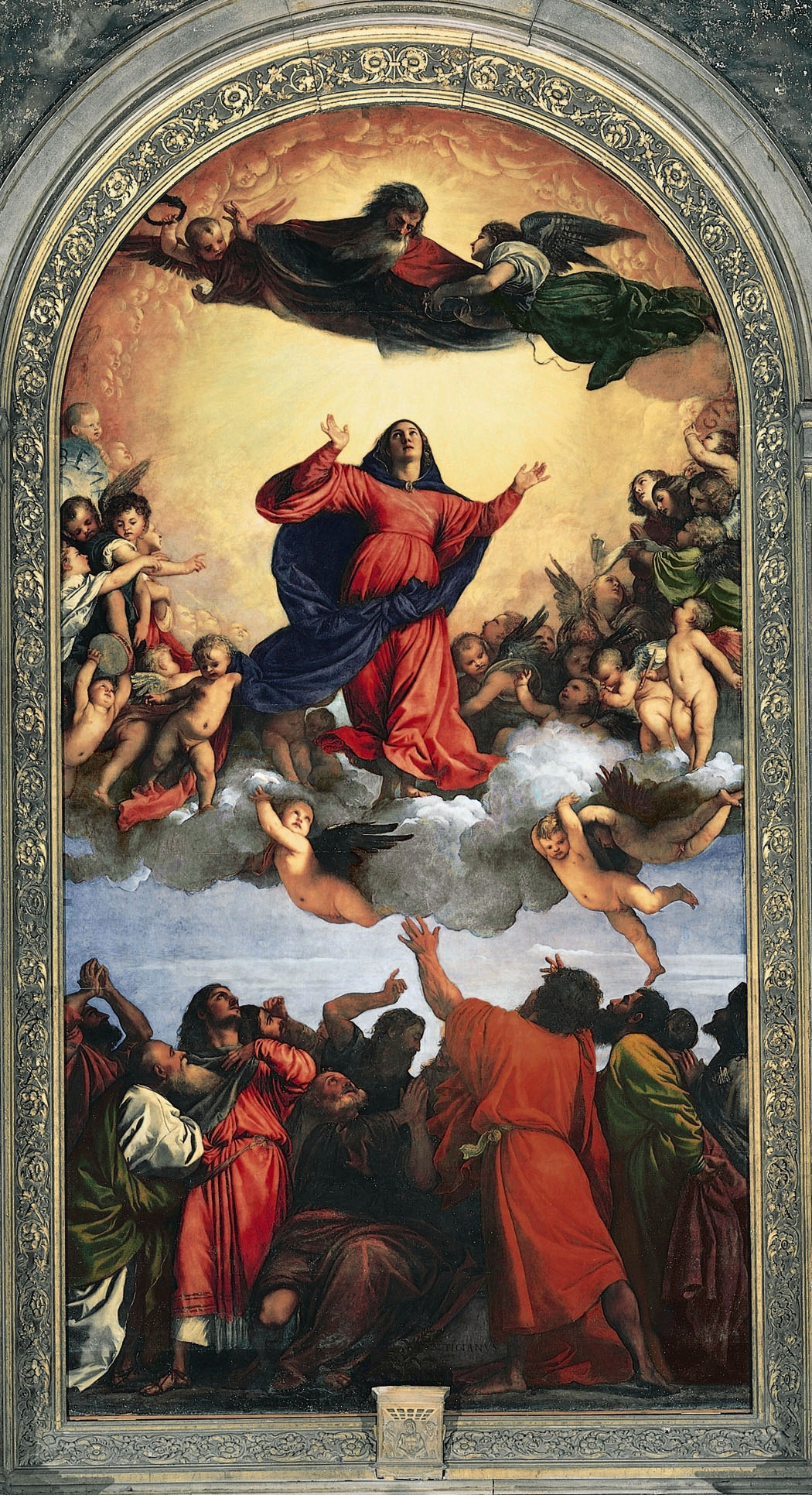
Asunción de María. Tiziano Vecellio, del siglo XVI

De acuerdo a la tradición apostólica, la Virgen María al final de su vida terrena, fue asunta en cuerpo y alma a la gloria celestial. Este dogma fue proclamado ex cathedra por el Papa Pío XII el 1 de noviembre de 1950 por medio de la Constitución Munificentissimus Deus:

"Después de levantar una oración a Dios en muchas y reiteradas ocasiones e invocar la luz del Espíritu de la Verdad, para gloria de Dios Omnipotente, que otorgó a la Virgen María su peculiar benevolencia, para honra de su Hijo, Rey inmortal de los siglos y vencedor del pecado y la muerte, para aumentar la gloria de la misma augusta Madre y para gozo y alegría de toda la Iglesia, con la autoridad de nuestro Señor Jesucristo, los Santos Apóstoles Pedro y Pablo y con la nuestra, pronunciamos, declaramos y definimos que sea dogma divinamente revelado que la Inmaculada Madre de Dios y siempre Virgen María, cumplido el curso de su vida terrenal, fue asunta en cuerpo y alma a la gloria celestial". Pío XII.

El Papa Pío XII dejó deliberadamente en abierto si María fue llevada al cielo después de su muerte o todavía en vida.

## Otras doctrinas
La Iglesia católica tiene muchas enseñanzas sobre la Virgen María, muchas de las cuales son tan importantes como las enseñanzas arriba definidas. Otras son enseñanzas antiguas, cultos y celebraciones, que sobre la orientación infalible del Espíritu Santo, son una parte integral del depósito de la fe transmitida por la Iglesia.
La devoción a la Virgen María continúa siendo resaltada en las enseñanzas de la Iglesia católica, por ejemplo, en su encíclica Rosarium Virginis Mariae, el Papa Juan Pablo II afirmó que fue inspirado en los escritos de San Luis María Grignion de Montfort sobre la Total consagración a la Santísima Virgen María.

### Maternidad espiritual de todos los creyentes

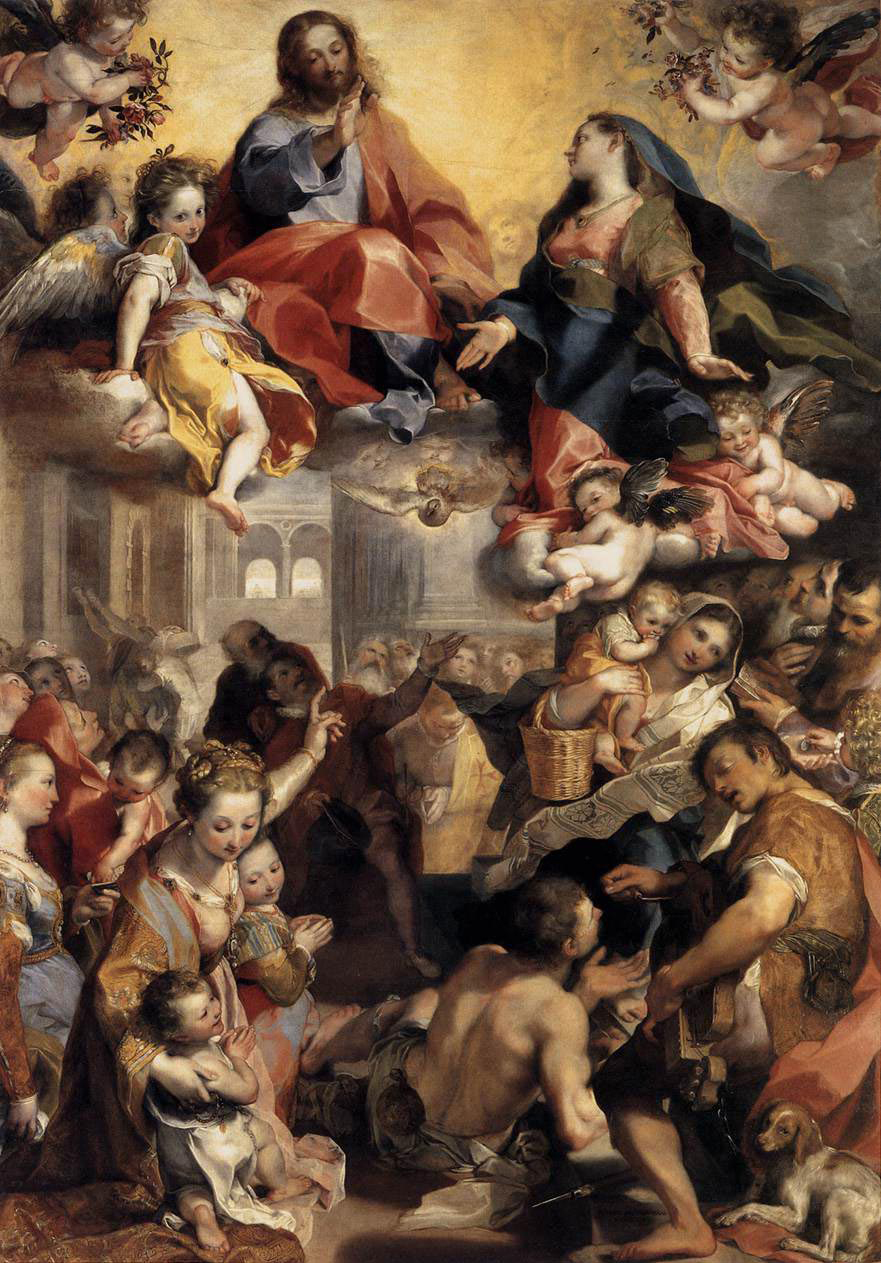
Madonna del Popolo (Madre del pueblo) de Federico Barocci (1579).

Todos llegan a ser hijos de Dios por la fe en Cristo Jesús, quien es Hijo de María. En el Nuevo Testamento después de recordar la presencia de María y de las demás mujeres al pie de la cruz del Señor, san Juan refiere: "Jesús, al ver a la Madre y junto a ella al discípulo que más quería, dijo a la Madre: «Mujer, ahí tienes a tu hijo.» Luego dijo al discípulo: «Ahí tienes a tu madre». Con esta expresión, revela a María la cumbre de su maternidad: en cuanto madre del Salvador, también es la madre de los redimidos, de todos los miembros del Cuerpo místico de su Hijo. Por tanto los creyentes comparten con Cristo la paternidad de Dios y la maternidad de María. San Ambrosio de Milán (338-397), uno de los Doctores de la Iglesia, cita este título. El Catecismo de la Iglesia católica afirma:
"La Virgen María ... es reconocida y honrada como verdadera Madre de Dios y del Redentor, .... Ella es «claramente la madre de los miembros de Cristo ... María, Madre de Cristo, Madre de la Iglesia.»

### Intercesión de María
Jesucristo es el único mediador entre Dios y el Hombre. Solo Él concilió al hombre con Dios a través de su muerte en la cruz. Pero esto no excluye un papel secundario de María como intercesora, dependiente de Cristo. La enseñanza de que María intercede por todos los creyentes, y especialmente, aquellos que piden su intercesión a través de la oración, se refiere a los primeros siglos del cristianismo, por ejemplo la oración Sub tuum praesidium, escrita en griego aproximadamente en el 250. Otra oración de Efrén de Siria (306-373) afirma: Después del mediador, la mediadora de todo el mundo.

### Participación en la redención
Corredentora (español) o Co-Redemptrix (latín) se refiere a la participación indirecta de María en el proceso de salvación. Incluso antes del año 200 Ireneo se refiere a María "causa salutis" (causa de nuestra salvación) debido a su hijo. La enseñanza se convirtió en universal desde el siglo XV, pero nunca fue declarado un dogma, a pesar de las peticiones para declararlo (junto con Mediadora) dogmáticamente, se han presentado al Papa por varios cardenales y obispos, para convertirse así en el quinto dogma mariano aprobado por la Santa Sede.
El concepto de co-redención se refiere a una participación indirecta, pero importante de la Virgen María en la redención, porque María dio a luz al Redentor (Jesucristo), que es el responsable de toda la redención y la salvación por lo que fue mediadora de la redención. Los católicos creen que Cristo es el único Redentor de la humanidad, y la propia María tuvo que ser rescatada y redimida por Jesucristo.

### Coronación como Reina del Cielo

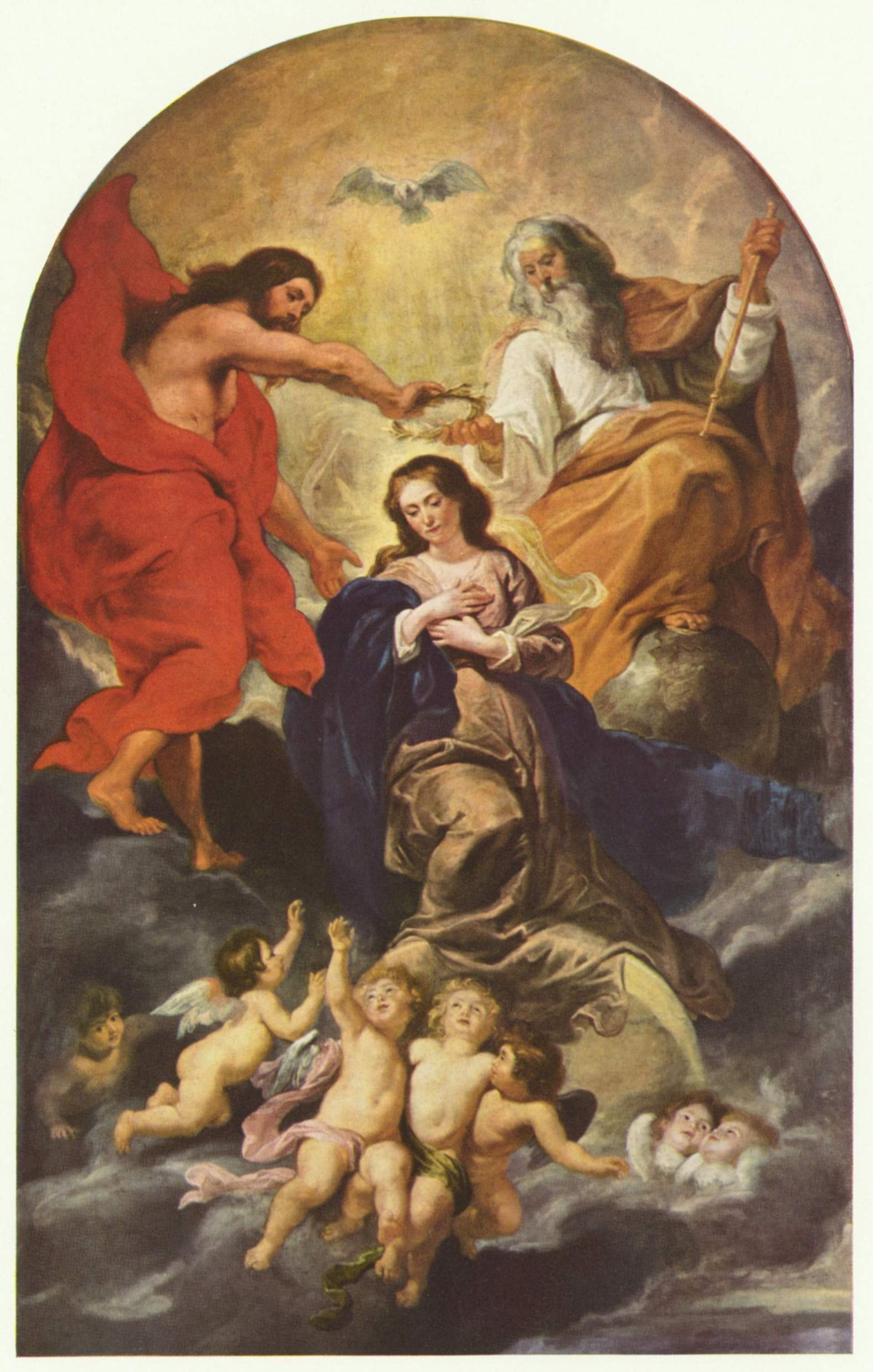
Coronación de la Virgen María, de Rubens,.

La doctrina de que la Virgen María fue coronada Reina del Cielo se remonta a la Iglesia primitiva, a escritores como Gregorio Nacianceno, que afirma que María es "la Madre del Rey del universo", y "la Virgen Madre, de quién surgió el reino de todo el mundo", Efren de Siria ya la consideraba Reina del Cielo. La Iglesia católica generalmente ve a María como reina del cielo, luciendo una corona de doce estrellas en el Apocalipsis.
Muchos papas homenajeron a María con este título: María es la Reina del Cielo y de la Tierra (Pío IX), Reina del Universo (León XIII) y Reina del Mundo (Pío XII) El fundamento teológico y lógico de esos títulos se basa en el dogma de María como la Virgen Madre de Dios, que reina a lo largo de todo el mundo, siendo celestialmente bien aventurada con la gloria de una reina.

Ciertamente, en sentido pleno y estricto del término, solo Jesucristo, el Dios-Hombre, es Rey, pero María, también, como Madre del divino Cristo, [...] tiene una participación, aunque limitada y de modo análogo, en su dignidad real. [...] La unión radiante que ella alcanzó con Cristo trasciende la de cualquier otra criatura, de su unión con Cristo ella recibe el derecho real de disponer de los tesoros del Divino Redentor del Reino, de su unión con Cristo se deriva finalmente la inagotable eficacia de su maternal intercesión del Hijo y de su padre.
Pío XII, Ad Caeli reginam, 39

Esta enseñanza sigue el precedente bíblico de la antigua Israel, cuya monarquía, según el cristianismo, pasó a Jesús, quien el ángel dice en la anunciación que «será grande y será llamado Hijo del Altísimo y el Señor Dios le dará el trono de su padre David». En el Antiguo Testamento los reyes de Israel y de Judá, como David o Salomón tuvieron muchas mujeres. Por lo tanto, el título de Reina, no era concedido a cualquier mujer del rey, solo a la madre del rey. La reina madre era conocida en hebreo como gebirah. Puesto que Jesús es el rey celestial, del linaje de David y Salomón, María se volvió la Reina Madre.

### Advocaciones marianas
A la Virgen María se le venera en diferentes advocaciones, que pueden referirse a sus virtudes o lugares en que apareció, como por ejemplo: Nuestra Señora de la Concepción Aparecida (Aparecida, Brasil), Nuestra Señora de la Concepción, Nuestra Señora del Rosario, Nuestra Señora de Guadalupe, Nuestra Señora de Lourdes, Nuestra Señora de la Candelaria, Nuestra Señora del Monte Carmelo, Nuestra Señora del Rosario de Fátima, Nuestra Señora del Perpetuo Socorro, Nuestra Señora de Las Lajas,  Nuestra Señora de los Remedios, Nuestra Señora de Coromoto, Nuestra Señora de la Esperanza Macarena (Sevilla, España), Nuestra Señora de los Reyes, Nuestra Señora de la Soledad, Nuestra Señora del Divino Amor, Nuestra Señora de Nazaret, Nuestra Señora de la Paz (El Salvador) y Nuestra Señora de la Paz (Hawái), Nuestra Señora de Luján (Buenos Aires, Argentina), Virgen del Milagro (Salta, Argentina), entre otras.

### Reparaciones de la Virgen María
Hay enseñanzas y tradiciones específicas, tales como Actos de Reparación, o sea, oraciones a la Virgen María por los insultos que ella sufre. El misal católico Raccolta (aprobado por un decreto de 1854 y publicado por Santa Sede de 1898) incluye varias oraciones.
Estas devociones y oraciones no tienen que ver con una petición para sí o una persona fallecida, pero se destina a reparar los pecados de los otros contra la Virgen María.

## Citas bíblicas
1. ↑  Juan 1:14
2. ↑  Juan 1:1
3. ↑  Gálatas 3:26
4. ↑  Juan 19:26-27
5. ↑  1 Timoteo 2:1-6
6. ↑  1 Timoteo 2:5
7. ↑  Apocalipsis 12:1-10
8. ↑  Lucas 1:32
9. ↑  1 Reyes 2:17-21; 1 Reyes 15:13; Jeremías 13:18

## Otras Referencias
- Ludwig Ott, Fundamentals of Catholic Dogma, Mercier Press Ltd., Cork, Ireland, 1955.